# Heinrich Mathy
Heinrich Mathy (Mannheim, 1883. április 4. - Potters Bar, 1916. október 2.) német katona, az egyik leghíresebb és legeredményesebb zeppelin-parancsnok az első világháborúban, a „zeppelin-veszély” idején.

## Élete

### Ifjúkora
Mathy 1883-ban született Mannheimben. Már korán eldöntötte, hogy a Német Császári Haditengerészetnél akar szolgálni, ezért két évet járt a Haditengerészeti Akadémiára. Az ekkoriban megkezdődő, németországi zeppelin-fejlesztés során lehetősége volt kipróbálnia az újfajta léghajókat és hamar nyilvánvalóvá vált rátermettsége és szakértelme, ezért hamarosan a haditengerészet egyik léghajójára került.

### Katonai szolgálata
Az első világháború kitörését követően hajójával részt vett az Egyesült Királyság elleni első támadásban. 1915. január 13-án léghajójával újabb bevetésre indult, de a rossz időjárási körülmények miatt visszafordulásra kényszerült. Később azonban újult erővel csapott le több észak-angliai városra és a brit fővárosra, Londonra.
1915. szeptember 8-án az L-13 jelzésű hajóval Mathy bombáival súlyos károkat okozott a fővárosban, majd október 14-15-e éjszakája is visszatért a város fölé, újabb károkat okozva. Ekkoriban még nem létezett hatékony védelem a támadó zeppelinek ellen és így a polgári lakosság gyakorlatilagm védtelen volt velük szemben. Ezt az időszakot nevezték a sajtóban és a szakirodalomban „zeppelin-veszély”nek. Mathy neve Anglia szerte ismertté vált, a lakosság körében rettegés tárgyává vált. A következő év nyarán új hajójával, az L-31-sel újabb támadásokat intézett London ellen, és augusztus 24-25-én ismét éjszakai rajtaütést hajtott végre a város fölött. Mathy zeppelinje leszállás közben azonban megsérült, és javításra szorult. 
Az ütemesen fejlődő brit légvédelem és az olyan technológiai újítások, mint a repülőgépek gyújtólövedékekkel való felszerelése egyre nagyobb veszélyt jelentett a zeppelinek számára, ezt a legtöbb zeppelin-pilóta, így Mathy is érezte.

| „                           | Csak idő kérdése, hogy mikor csatlakozok én is a többiekhez (elesett bajtársaihoz -a szerk.) Mindenki elismeri, hogy így érez...Aki azt mondja, hogy nem kísértik égő léghajók, az egyszerű kérkedő. | ” |
| – Heinrich Mathy naplójából | |   |

Mathy 1916. október 2-a éjjelén indult utolsó bevetésére. Az L-31-est Észak-London fölött, Potters Bar közelében  Wulstan Joseph Tempest pilóta észrevette és gépével tüzet nyitott rá. A zeppelin kigyulladt és a lezuhant. Mathy nem volt hajlandó bennégni az égő léghajóban, ezért még a levegőben kiugrott. Akkoriban azonban különböző okok miatt a zeppelinek legénységeit nem szerelték fel ejtőernyővel, vagy bármiféle más védőfelszereléssel, ezért ez egyenlő volt a halállal, Mathy ejtőernyő nélkül a földbe csapódott. Az égő léghajót látván többen a helyszínre siettek és több szemtanú is állítja, hogy az égő roncsok mellett fekvő Mathy még néhány percig élt a földre zuhanása után.
Mathy és a legénység tagjainak holttestét katonai tiszteletadással temették el Potters Bar temetőjében. Az 1960-as években a koporsókat áthelyezték egy másik temetőbe Staffordshirebe, ahol a két világháború során angol földön elhunyt német katonák fekszenek.